# Peterbreen
Der Peterbreen ist ein kurzer und breiter Gletscher im ostantarktischen Königin-Maud-Land. In der Kirwanveggen fließt er in nordöstlicher Richtung unmittelbar östlich der Neumayersteilwand und des Mellebynuten zum Jutulstraumen.
Norwegische Kartografen, die ihn auch benannten, kartierten ihn anhand von Vermessungen und Luftaufnahmen der Norwegisch-Britisch-Schwedischen Antarktisexpedition (NBSAE, 1949–1952) sowie Luftaufnahmen der Dritten Norwegischen Antarktisexpedition (1956–1960) aus den Jahren von 1958 bis 1959. Namensgeber ist Peter Melleby (1917–2019), Verantwortlicher für die Schlittenhunde bei der NBSAE.